# Acoblament de dents

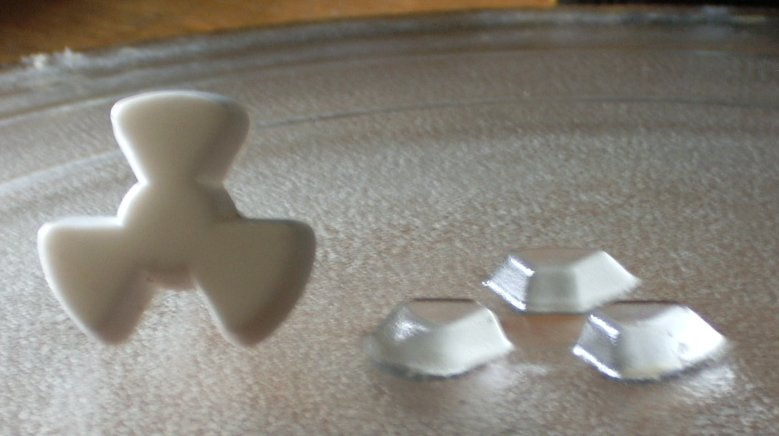
Embragatge de dents utilitzat per impulsar el plat giratori en un forn de microones

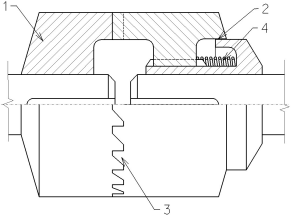
Dibuix d'un Embragatge de dents :
1: Mordassa d'acoblament fixa com a part contrària a l'acoblament desplaçable axialment situat a la dreta (secció en el pla radial en què també cau la línia central axial), 2: Ajust amb folgança, 3: Perfil perimetral de les dents enganxades, 4: Molla helicoidal

Un acoblament de dents (anomenat dog clutch en anglès) és un tipus de embragatge que acobla dos arbres giratoris o altres components giratoris no per fricció, sinó per interferència o ajust. Les dues parts de l'embragatge estan dissenyades de tal manera que una empeny a l'altra, fent que les dues girin a la mateixa velocitat i mai patinin.
S'utilitza quan el lliscament no és desitjable i / o quan l'embragatge no s'utilitza per regular el moment força. Sense lliscament, els embragatges de dents no es veuen afectats pel desgast de la mateixa manera que els embragatges de fricció.
Formen part de les transmissions manuals dels automòbils i, per tant, d'algunes transmissions robotitzades basades en les manuals, amb la finalitat de bloquejar diferents engranatges en els eixos giratoris d'entrada i sortida de la caixa de canvis. Una disposició sincronitzada assegura un acoblament suau en fer coincidir les velocitats de l'eix abans de permetre que s'activi l'embragatge de dents. També s'utilitzen generalment en els cotxes de carreres.
Un bon exemple d'un embragatge de dents simple es pot trobar en els canvis interns d'una bicicleta Sturmey-Archer, en els quals s'usa un embragatge de dents en forma de creu per bloquejar el conjunt de l'eix motor en diferents parts del tren de l'engranatge planetari.